# Eötvös-kísérlet
Az Eötvös-kísérlet Eötvös Loránd fizikai kísérlete volt, amellyel az addigiaknál sokkal pontosabban sikerült igazolnia az ekvivalenciaelvet, azaz a súlyos és tehetetlen tömeg egyenértékűségét.

## Előzmények és a Beneke-díj
Eötvös 1889-ben kollégáival, Pekár Dezsővel és Fekete Jenővel az addigi Bessel-féle 1/60000-es pontosság helyett 1/20000000-s pontossággal igazolta a súlyos és tehetetlen tömeg arányosságát. Ezt a következő évben publikálta, aminek hatására a Göttingeni Királyi Tudományos Társaság az 1906-ban a Beneke-díj pályázati kiírásakor feltételül szabták a gravitáció további vizsgálatát. Eötvös, Pekár és Fekete 1906 és 1909 között elvégzett kísérleteikkel a pontosságot 1/200000000-ra növelték, amelyből a bizottság csak 1/100000000-t ismert el, de a díjat odaítélték, igaz a kiírt 4500 helyett csak 3400 német márkát, mivel hiányolták a kísérleti eredmények elméleti tárgyalását.

## A kísérlet elvi alapja
Valójában azt vizsgálták meg, hogy a nehézségi erőtérben változik-e a nehézségi gyorsulás az anyagi minőséggel. Korábbi kísérleteiben Eötvös sárgarezet, üveget, antimonitot és parafát használt az összehasonlításhoz, a göttingeni pályázathoz pedig magnaliumot, kígyófát, vörösrezet, vizet, réz-szulfátot, rézszulfátoldatot, azbesztet, faggyút, ezüst-szulfátot és vas-szulfátot. Mindezeket platinával hasonlította össze. A Föld-forgásából eredő tehetetlenségi erőt hasonlította össze a gravitációból eredő erővel. A tehetetlenségi erő definíciójánál fogva anyagfüggetlen, ezért ha a gravitációs erők különböznek, akkor ez eredők is és ezek vízszintes komponensei is. A kísérlethez horizontális variométert használtak.
Ha a két különböző testre az {\displaystyle {\frac {m_{t}}{m_{s}}}} hányados nem lenne ugyanaz, akkor a két test súlyának iránya különböző lenne és ekkor forgatónyomaték hatna. Az okozott elfordulás az inga egyetlen helyzetében nem észlelhető, viszont a berendezést a függőleges tengely körül 180°-kal elforgatva a forgatónyomaték – ha létezik – ellentétes értelművé válik, s így az egyensúlyi helyzetnek meg kéne változnia. Ez nem történt meg, legalábbis 1/20000000, majd később 1/200000000 pontosságon belül biztosan nem.
Később 10-11 pontossággal is igazolták (Dicke, 1961) az ekvivalenciát.